# Cynipencyrtus flavus
Cynipencyrtus flavus är en stekelart som beskrevs av Ishii 1928. Cynipencyrtus flavus ingår i släktet Cynipencyrtus och familjen Tanaostigmatidae. Inga underarter finns listade i Catalogue of Life.